# Детский парк (Курган)
Детский парк — парк семейного отдыха в городе Кургане, Россия.

## О парке
Детский парк занимает несколько кварталов между улицами Пушкина, Тобольной, Гоголя и Карельцева. Парк огорожен металлической оградой и имеет один архитектурно оформленный вход — с перекрёстка улиц Гоголя и Тобольной. Есть входы с перекрёстка улиц Тобольной и Пушкина, со стороны улицы Пушкина и с ответвления улицы Гоголя от улицы Карельцева.

### История
В 1918 году между Шавринским предместьем города Кургана, Соборным кладбищем и деревней Шевелёвой был заложен сад. Из Омска были выписаны саженцы.
В 1925 году саду было присвоено имя А. Г. Осокина. Анатолий Осокин работал на железной дороге, был одним из первых комсомольцев города, партийным работником. Его убили бандиты.
В 1928 году сад был передан железной дороге. Он был обнесен высоким деревянным забором. Установлены скульптуры В. И. Ленина, И. В. Сталина, красноармейца с собакой, белоснежного гуся, портреты лучших железнодорожников, плакаты; были построены киоски, эстрадная площадка. В Железнодорожном саду работали: летний театр, танцплощадка, бильярдная, читальня, торговые павильоны.
1 июля 1941 года в парке прошел оборонный вечер, вырученные во время него 875 рублей направили в Фонд обороны.

### С 1958 года
10 марта 1958 года Курганский горисполком принял решение «Об открытии Детского парка на базе Железнодорожного сада». Парк торжественно открыли 1 июня 1958 года.
В 1961—1963 годах директором парка была Мальцева Евгения Елисеевна.
Осенью 1971 года по решению Курганского городского комитета КПСС было принято постановление о полном преображении этого места отдыха детей к 50-летнему юбилею Всесоюзной пионерской организации имени В. И. Ленина. Парк был передан Дворцу пионеров, директором Детского парка была назначена Тамара Ивановна Иванова. Был организован штаб по реконструкции парка. Руководство штабом было поручено заместителю председателя исполнительного комитета Курганского городского Совета депутатов трудящихся А. Ю. Юровской. К работам привлекли 49 предприятий города. Так, уголок ГАИ был подарен областным автоуправлением и авторемонтным заводом, аттракционы «Витязи» — Курганским заводом колесных тягачей им. Д. М. Карбышева, павильон «Игротека» — мясокомбинатом, летняя эстрада — «Курганжилстроем», «Избушка на курьих ножках» — подарок художника-оформителя с автобусного завода В. В. Фоменко. Были построены уголок сказок, летняя эстрада и игротека, хоккейный корт, аттракционы. Около входного комплекса с перекрёстка улиц Гоголя и Тобольной была установлена скульптура «Пионерский костёр» (демонтирована при реконструкции парка в 2011 году), от него шла аллея с портретами пионеров-героев. 12 сентября 1972 года парк был открыт после реконструкции. По примерным подсчетам затрачено на реконструкцию парка более 63 тыс. рублей.
В 1990-е годы парк пришёл в упадок, были демонтированы аттракционы.
В 2007 году губернатор Курганской области Богомолов Олег Алексеевич принял участие в торжественном открытии универсального корта, который был построен на месте старого.
В 2011 году был составлен очередной проект реконструкции парка. На реконструкцию было выделено около 17 млн руб. Работы выполняло ООО «Курганстройсервис». Был заменён забор. Место невысокого ограждения на кирпичной основе была установлена ограда выше роста человека.
В День города, 20 августа 2011 года, губернатор Курганской области Богомолов Олег Алексеевич и Глава города Кургана Серков Виктор Владимирович торжественно открыли реконструированный парк. Многие старые сооружения были отремонтированы, а новая избушка построена в другом месте. Построен фонтан. При содействии фонда защиты материнства и детства «Мама», была открыта детская игровая площадка для детей от года до 5 лет. Центральные аллеи и входная группа вымощены тротуарной плиткой.
1 июня 2012 года была открыта скульптура «Детство», расположена в центре фонтана, создана из бронзы весом около 800 кг свердловским скульптором Акимовым Игорем Владимировичем — две девочки и мальчик, взявшись за руки, кружатся в танце. При открытии памятника присутствовал губернатор Курганской области Богомолов Олег Алексеевич и руководитель администрации города Кургана Якушев Александр Георгиевич.
20 мая 2017 года ООО «Велфарм» посадило липовую аллею.
В 2021 году над фонтаном со скульптурой «Детство» был установлен арт-объект «Зонтики». На металлический каркас подвесили 170 разноцветных зонтов. Были установлены декоративные фигурки героев русских сказок «Курочка Ряба» и «По щучьему веленью». Перед началом зимы зонты снимают, а фигурки убирают. У скульптуры «Курочка Ряба» неоднократно воровали яйцо.

## Сооружения парка
- МБУ «Городской дом народного творчества и досуга», ул. Гоголя, 1
- Сцена
- Универсальный корт
- Скульптурная композиция «Медведица с медвежатами»[17]
- Фонтан, в центре которого скульптура «Детство», скульптор Акимов Игорь Владимирович
- Липовая аллея
- Универсальный корт
- Детская площадка «Линия детства»
- Карусель (2 аттракциона)
- Деревянная скульптура «Царевна-лягушка»
- Уголок ГАИ (сохранилась только дорожная разметка)

В летний период:
- Скульптурная композиция «Курочка Ряба»
- Скульптурная композиция «По щучьему велению»
- Арт-объект «Зонтики»

## Проезд
- Проезд на автобусах № 36, 45, 50, 54, 57, 68, 75, 91, 96, 321 до остановки «Детский парк».